# Douglas Argyll Robertson
Douglas Moray Cooper Lamb Argyll Robertson (ur. 1837, zm. 3 stycznia 1909) był szkockim okulistą i chirurgiem. 
Po zdobyciu wykształcenia w 1857 na uniwersytecie w St. Andrews wyjechał do Berlina, by uczyć się pod okiem Albrechta von Graefe. Większość swej lekarskiej kariery spędził w Edynburgu jako chirurg oczny Edynburskiej Królewskiej Izby Chorych oraz jako wykładowca okulistyki na miejscowym uniwersytecie. Był przez krótki czas honorowym okulistą Królowej Wiktorii oraz Króla Edwarda VII.
Robertson wniósł znaczny wkład w rozwój okulistyki. W 1863 opisał efekty działania fizostygminy (wyciągu z boborutki trującej znalezionej w tropikalej Afryce) na oko. Opisał także objawy kiły układu nerwowego dotyczące źrenic, znane jako  Objaw Argylla Robertsona.